# Helmut Schaller
Helmut Schaller, detto Heli (1936), è un ex sciatore alpino austriaco.

## Biografia
Sciatore polivalente, Helmut Schaller debuttò in campo internazionale in occasione della 3-Tre 1958 (Madonna di Campiglio, 14-16 febbraio), dove si classificò 9º nella discesa libera, 2º nello slalom speciale e non completò lo slalom gigante; gareggiò fino al 1961, anno in cui vinse la medaglia d'argento nella discesa libera ai Campionati austriaci e all'Otto Linher Memorial (Zürs, 16 aprile), sua ultima gara internazionale, si piazzò 10º nello slalom gigante. Non prese parte a rassegne olimpiche o iridate.

## Palmarès

### Campionati austriaci
- 1 medaglia:
  - 1 bronzo (discesa libera nel 1961)[senza fonte]